# ザ・グレイテスト・デイ
「ザ・グレイテスト・デイ - テイク・ザット・プレゼンツ：ザ・サーカス・ライヴ」（"The Greatest Day – Take That Present: The Circus Live"）はテイク・ザットの1stライヴ・アルバムである。

## 解説
このアルバムからはシングルはリリースされず、『ザ・サーカス』から「ホールド・アップ・ア・ライト」が当アルバムの宣伝のためシングルカットされた。ミュージック・ビデオはウェンブリー・スタジアムでの公演の模様をまとめたものである。またこのアルバムはイギリスとアイルランドのみで発売された。
アルバムは1994年以来最速の売り上げを記録したライブ・アルバムとなり、一週間で12万枚以上を販売した。
ザ・サン紙、BBC、デイリー・メール紙で好意的な評価を得ている。

## 収録曲目
| #   | タイトル                                     | 作詞 | 作曲・編曲 | リード・ボーカル                                                               | 時間 |
| --- | -------------------------------------------- | ---- | ---------- | ------------------------------------------------------------------------------ | ---- |
| 1.  | 「グレイテスト・デイ」                       |      |            | ゲイリー・バーロウ                                                             | 4:18 |
| 2.  | 「ハロー」                                   |      |            | マーク・オーエン                                                               | 3:49 |
| 3.  | 「プレイ」                                   |      |            | ゲイリー・バーロウ                                                             | 4:00 |
| 4.  | 「バック・フォー・グッド」                   |      |            | ゲイリー・バーロウ                                                             | 4:01 |
| 5.  | 「ザ・ガーデン」                             |      |            | マーク・オーエン, ゲイリー・バーロウ, ジェイソン・オレンジ, ハワード・ドナルド | 5:18 |
| 6.  | 「シャイン」                                 |      |            | マーク・オーエン                                                               | 3:46 |
| 7.  | 「アップ・オール・ナイト」                   |      |            | マーク・オーエン                                                               | 3:58 |
| 8.  | 「ハウ・ディド・イット・カム・トゥ・ディス」 |      |            | ジェイソン・オレンジ                                                           | 4:07 |
| 9.  | 「ザ・サーカス」                             |      |            | ゲイリー・バーロウ                                                             | 3:36 |
| 10. | 「ホワット・イズ・ラヴ」                     |      |            | ハワード・ドナルド                                                             | 5:55 |
| 11. | 「セッド・イット・オール」                   |      |            | ゲイリー・バーロウ, マーク・オーエン                                           | 4:07 |
| 12. | 「ネヴァー・フォーゲット」                   |      |            | ハワード・ドナルド                                                             | 5:28 |
| 13. | 「ペイシェンス」                             |      |            | ゲイリー・バーロウ                                                             | 3:20 |
| 14. | 「リライト・マイ・ファイア」                 |      |            | ゲイリー・バーロウ                                                             | 4:34 |
| 15. | 「ホールド・アップ・ア・ライト」             |      |            | マーク・オーエン                                                               | 4:29 |
| 16. | 「ルール・ザ・ワールド」                     |      |            | ゲイリー・バーロウ                                                             | 5:42 |

| #   | タイトル                                     | 作詞 | 作曲・編曲 | 時間 |
| --- | -------------------------------------------- | ---- | ---------- | ---- |
| 1.  | 「ザ・ガーデン」                             |      |            | 4:54 |
| 2.  | 「ハウ・ディド・イット・カム・トゥ・ディス」 |      |            | 2:42 |
| 3.  | 「グレイテスト・デイ」                       |      |            | 3:24 |
| 4.  | 「アップ・オール・ナイト」                   |      |            | 3:22 |
| 5.  | 「ペイシェンス」                             |      |            | 3:20 |
| 6.  | 「ホワット・イズ・ラヴ」                     |      |            | 3:42 |
| 7.  | 「ザ・サーカス」                             |      |            | 3:47 |
| 8.  | 「シャイン」                                 |      |            | 3:42 |
| 9.  | 「ルール・ザ・ワールド」                     |      |            | 3:54 |
| 10. | 「ジュリー」                                 |      |            | 3:54 |
| 11. | 「セッド・イット・オール」                   |      |            | 4:17 |